# Huygens (Marskrater)
Huygens ist ein etwa 470 km großer Krater auf dem Planeten Mars.

## Areagraphie

### Lage
Der Krater liegt bei 304.42°W 13.88°S in der Region Tyrrhena Terra im Iapygia Gradfeld. Er ist einer der größten Einschlagkrater in den südlichen Hochländern des Mars und entstand während des Großen Bombardements in den ersten 500 Mio. Jahren.

### Oberflächenstruktur
Im Inneren des Kraters befindet sich ein zweiter Ring, der weitgehend verfüllt ist. Der Kraterrand ist stark abgetragen, und an einigen Stellen erkennt man die Auswirkungen fließenden Wassers. Die Wasserspuren erinnern an dendritische Entwässerungssysteme auf der Erde, die von oben wie stark verzweigte Bäume aussehen. Das dunkle Material in den Kanälen wurde entweder vom Wasser selber oder vom Wind herbeigebracht. Außerdem sind viele kleinere Krater vorhanden, mit deren Hilfe auch das Alter bestimmt wurde.

## Namensherkunft
Der Krater wurde benannt nach dem niederländischen Astronom, Mathematiker und Physiker Christiaan Huygens (1629–1695).

## Bilder

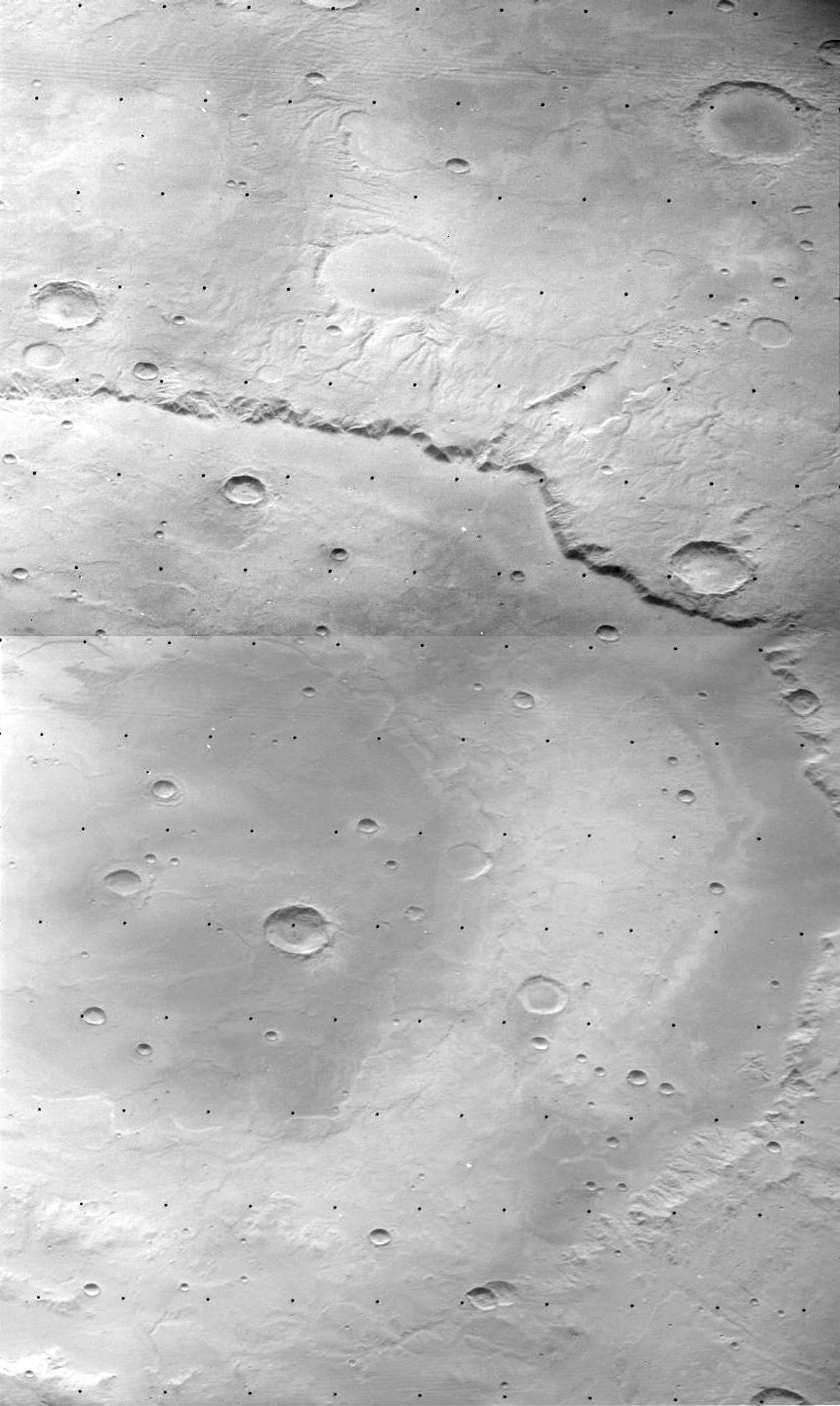
Viking 1-Mosaik eines Teils von Huygens.
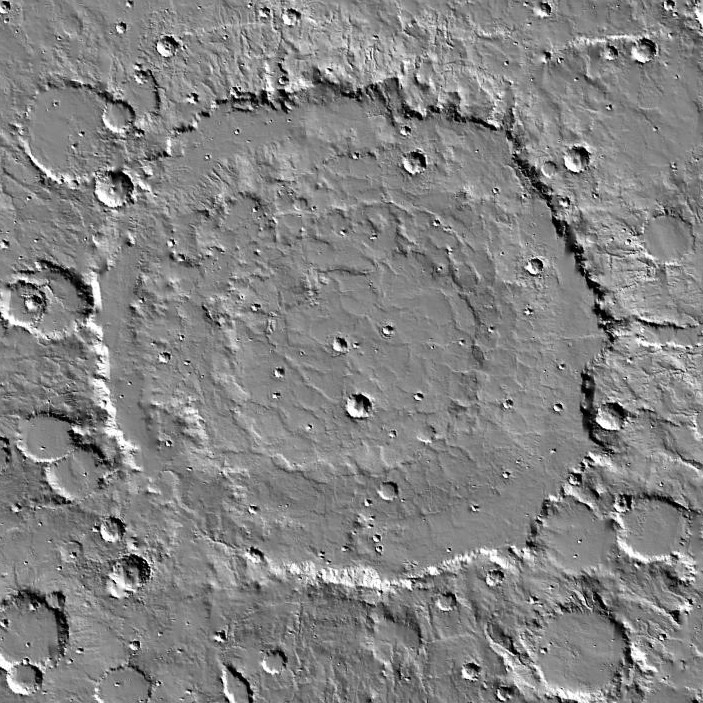
Schattierte topografische Reliefkarte des Huygens-Kraters.
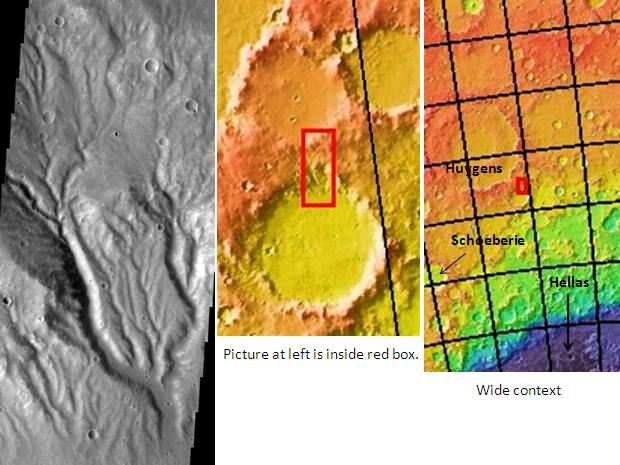
Verzweigte Täler am Rand des Huygens-Kraters, aufgenommen von THEMIS.
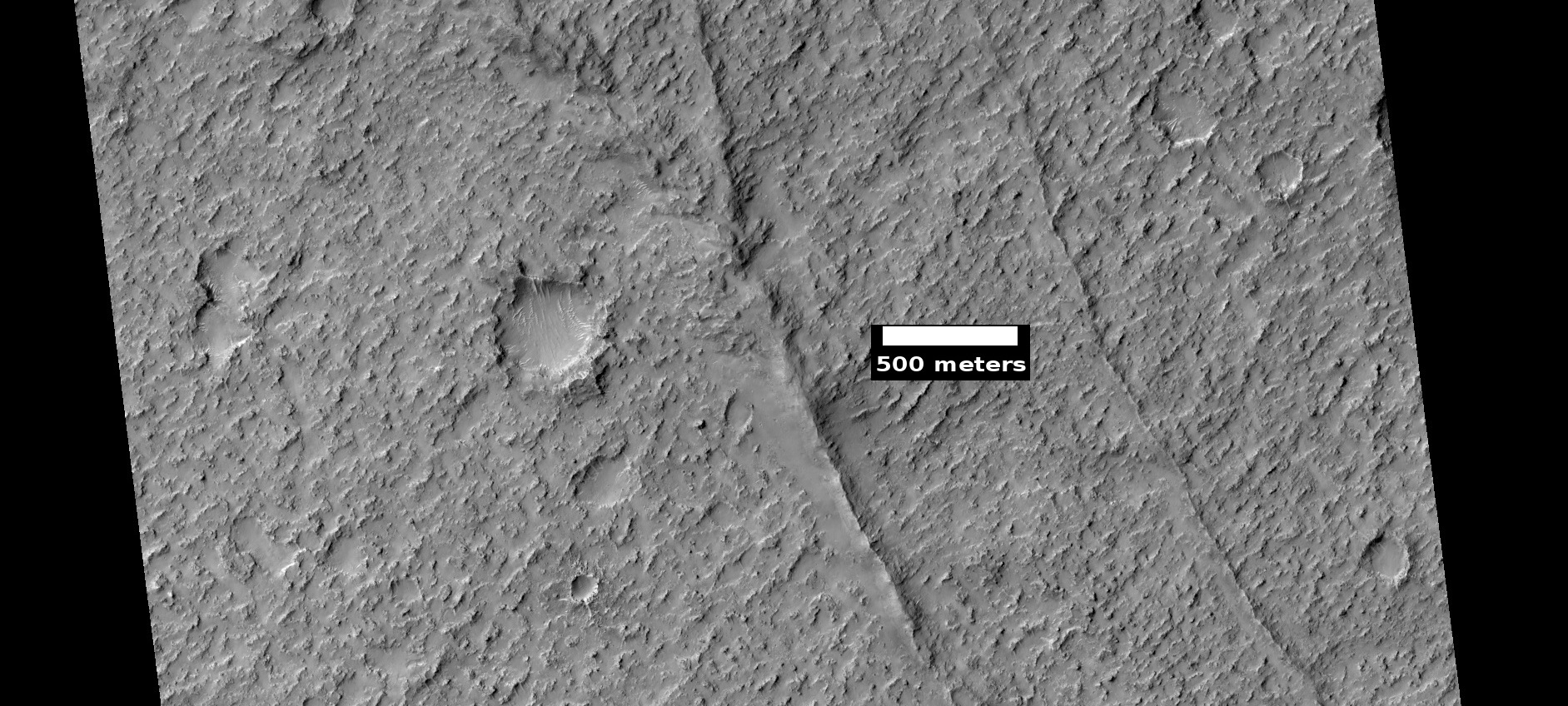
Mögliche Deiche am Boden des Huygens-Kraters, aufgenommen von HiRISE.
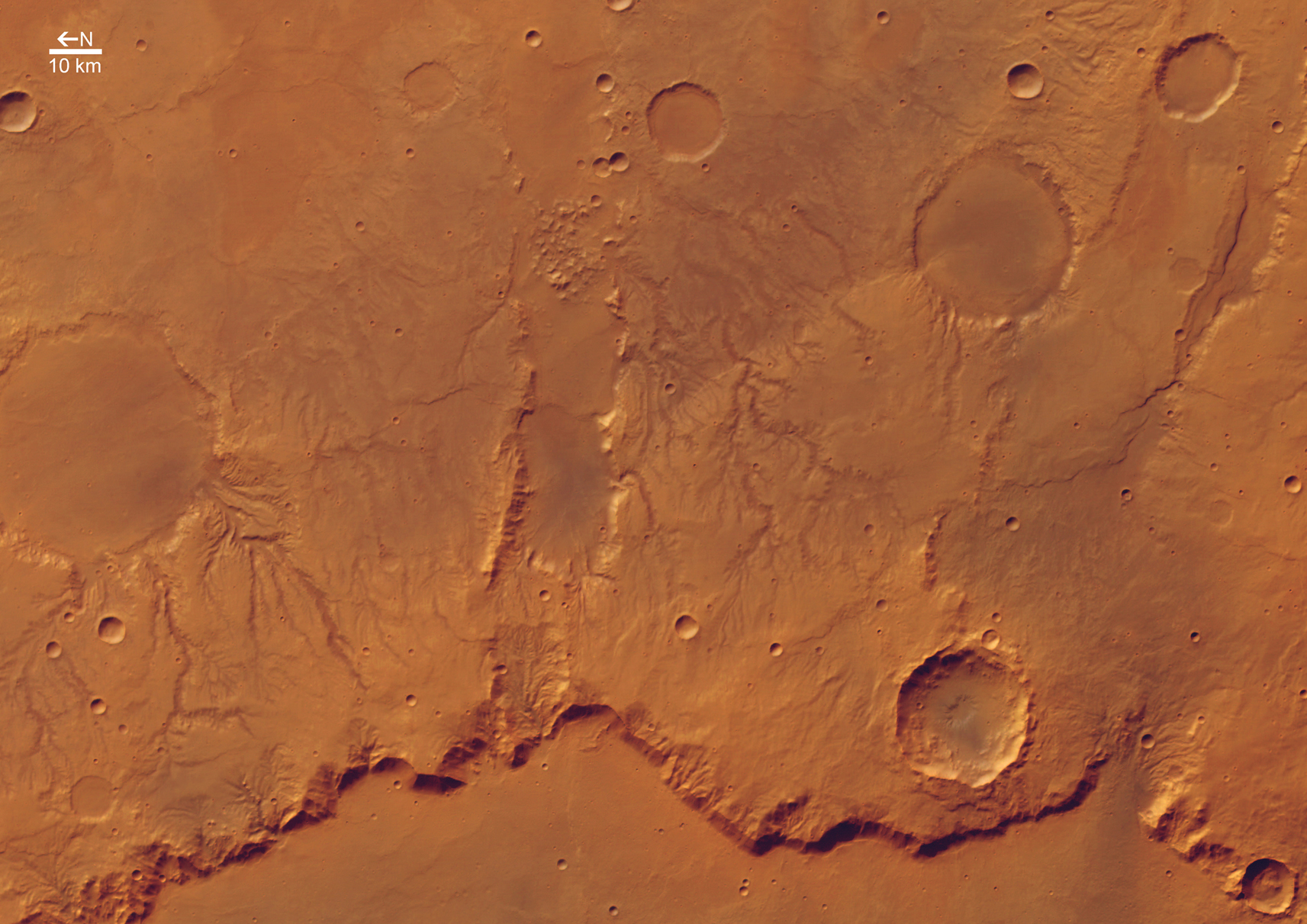
Der östliche Rand von Huygens mit dendritischen Kanälen, die vom Rand wegführen.